# Petko Ganev
Petko Tanev Ganev (* 17. září 1996) je bulharský fotbalista, který hraje jako obránce. Byl povolán do reprezentace U17, do žádného zápasu ale nenastoupil. Je synem fotbalisty Tanyo Ganeva. V sezóně 2013/2014 obsadil s Haskovem druhou příčku v druhé lize, v sezóně 2020/2021 byl s Ardou finalista poháru. S Ardou a Botevem hrál první ligu. S Ardou se také kvalifikoval do Konferenční ligy UEFA.